# Grondzik
Grondzik – niestandaryzowany przysiółek wsi Rawa w Polsce położony w województwie lubelskim, w powiecie lubartowskim, w gminie Michów.
Miejscowość należy do sołectwa Rawa.
Miejscowość nie figuruje w spisach urzędowych z nr SIMC w systemie TERYT. W zestawieniu PRNG zapisana jako przysiółek niestandaryzowany wsi Rawa na podstawie mapy topograficznej.
W latach 1975–1998 miejscowość administracyjnie należała do województwa lubelskiego.